# تود لويزو
تود لويزو (بالإنجليزية: Todd Louiso)‏ هو كاتب سيناريو ومخرج وممثل أمريكي، ولد في 27 يناير 1970 بسينسيناتي في الولايات المتحدة.

## أعمال

### أفلام
- (1992) عطر امرأة[3]
- (1995) أبولو 13[4][5][6]
- (1996) الصخرة[7][8][9]
- (1996) جيري ماغواير[10]
- (2005) شكرا لك على التدخين[11]
- (2010) تبديل[12][13]
- (2015) مكبث

### مسلسلات
- إن سي آي إس
- هاوس

## وصلات خارجية
- تود لويزو على موقع IMDb (الإنجليزية)
- تود لويزو على موقع ألو سيني (الفرنسية)
- تود لويزو على موقع أول موفي (الإنجليزية)
- تود لويزو على موقع قاعدة بيانات الأفلام السويدية (السويدية)
- تود لويزو على موقع قاعدة بيانات الفيلم (الإنجليزية)
- تود لويزو على موقع كينوبويسك (الروسية)